# Полоз, Пётр Матвеевич
Пётр Матвеевич Полоз — советский государственный и политический деятель.

## Биография
Родился в 1902 году в селе Диковка. Член ВКП(б) с 1927 года.
С 1921 года — на общественной и политической работе. В 1921—1960 гг. — председатель Диковского сельского комитета бедноты, председатель Диковского сельского Совета, в РККА, начальник Политического отдела Рашковской машинно-тракторной станции, заведующий Сектором кадров Молдавского областного комитета КП(б) Украины, заведующий Сектором кадров Молдавского областного комитета КП(б) Украины, начальник Политического отдела танковой бригады, начальник Политического отдела Московского огнемётного военного училища, народный комиссар государственного контроля Молдавской ССР, председатель Исполнительного комитета Бендерского уездного, городского Совета, председатель Исполнительного комитета Бельцкого окружного, городского Совета, управляющий Бельцким межстройтрестом.
Избирался депутатом Верховного Совета СССР 1-го, 2-го, 3-го созывов[уточнить].
Умер в 1987 году в Бендерах.